# Klaus Winkler (Theologe)
Klaus Winkler (* 16. Mai 1934; † 7. Januar 2000 in Wien) war ein deutscher evangelischer Theologe und Lehranalytiker.
Winkler war Schüler von Otto Haendler, bei dem er an der Humboldt-Universität zu Berlin 1960 über das Thema „Dogmatische Aussagen in der neueren Theologie im Verhältnis zu den Grundbegriffen der komplexen Psychologie C. G. Jungs“ promovierte. Nach dem Abschluss seiner psychoanalytischen Ausbildung 1962 war er 1963 bis 1969 als Gemeindepfarrer in Hannover-Laatzen tätig. Er lehrte als Nachfolger von Dietrich Stollberg von 1980 bis 1997 als Professor für Praktische Theologie an der Kirchlichen Hochschule Bethel und war gleichzeitig Direktor des dortigen, von der EKD getragenen Seelsorgeinstituts.
Er war eines der Gründungsmitglieder und von 1972 bis 1978 der erste Vorsitzende der Deutschen Gesellschaft für Pastoralpsychologie (DGfP).
Neben Joachim Scharfenberg, Hermann Stenger und Dietrich Stollberg nach dem Zweiten Weltkrieg einer der bedeutendsten Vertreter der deutschsprachigen Poimenik.

## Schriften (Auswahl)

### Publikationen in Buchform
- Klaus Winkler, Dogmatische Aussagen in der neueren Theologie im Verhältnis zu den Grundbegriffen der komplexen Psychologie C. G. Jungs, o. O., 1960, (Hochschulschrift  Berlin, Humboldt-U., Theol. Fakultät, Diss. vom 18. November 1960).
- Bernhard Klaus (Autor), Klaus Winkler (Autor), Begräbnis-Homiletik. Trauerhilfe, Glaubenshilfe und Lebenshilfe für Hinterbliebene als Dienst der Kirche. München 1975, ISBN 3-532-61614-9.
- Klaus Winkler, Emanzipation in der Familie (= Beratungsreihe, Band 6), München, Mainz 1976, ISBN 3-459-01074-6 und ISBN 3-7867-0578-X.
- Klaus Winkler, Seelsorge im Vergleich (= Berliner Hefte für evangelische Krankenseelsorge, Heft 45), Berlin-West 1979.
- Klaus Winkler, Familie zwischen Entfaltung und Erhaltung, in:  Friedrich-Wilhelm Lindemann (u. a.),Familie und sozialer Friede (= Materialien zur Beratungsarbeit, Nummer 8), Berlin 1983.
- Klaus Winkler, Die Zumutung im Konfliktfall. Luther als Seelsorger in heutiger Sicht, Hannover 1984, ISBN 3-87502-160-6
- Klaus Winkler, Vergebung konkret. Eine pastoralpsychologische Reflexion (= Berliner Hefte für evangelische Krankenseelsorge, Heft 55), Berlin 1989.
- Margarete Köhler (Autorin), Klaus  Winkler (Autor), Vom not-wendigen Humor in der Krankenhausseelsorge (= Berliner Hefte für evangelische Krankenseelsorge, Heft 56), Berlin-West 1990.
- Klaus Winkler, Werden wie die Kinder? Christlicher Glaube und Regression, Mainz 1992, ISBN 3-7867-1480-0.
- Joachim Ringleben, Klaus Winkler, Umgang mit Fremden (= Vorlagen, Neue Folge, Band 21), Hannover 1994, ISBN 3-7859-0681-1.
- Klaus Winkler „Seelsorge“, Berlin – New York 1997, ISBN 3110131854.

### Beiträge in Sammelwerken
- Klaus Winkler (Mitarb.), u. a.,  Leistung und Mitverantwortung aus letzter Verantwortung (= Schriften der Evangelischen Akademie in Hessen und Nassau, Heft 104), Frankfurt (Main) 1974.
- Klaus Winkler (Autor), Michael Klessmann (Hrsg.), Elisabeth Hölscher (Hrsg.), Grundmuster der Seele. Pastoralpsychologische Perspektiven (= Arbeiten zur Pastoraltheologie, Band 41), Göttingen 2003, ISBN 3-525-62376-3, (Enthält eine Bibliographie von Klaus Winkler auf den Seiten 255–264).